# Střední průmyslová škola stavební Plzeň
Střední průmyslová škola stavební, Plzeň je plzeňská odborná střední škola poskytující čtyřleté vzdělání s maturitou. Nabízí obory stavebnictví, geodézie a katastr nemovitostí a technické lyceum.

## Historie školy a její budovy

### Do roku 1915
Před rokem 1876 se vyučování technických předmětů odehrávalo v Plzni v tzv. hlavních školách, připravujících od roku 1813 žáky pro řemesla. Učila se zde mj. mechanika a stavitelství. V roce 1876 bylo v říšské radě prosazeno založení osmi státních vyšších průmyslových škol (Plzeň, Brno, Liberec, Krakov, Bílsko, Štýrský Hradec, Černovice).
Projekt českého školství, vypracovaný dr. Petákem, byl přijat za podpory Spolku přátel vědy a literatury, živnostenských společností a majitelů stavebních a strojírenských podniků na Plzeňsku. České průmyslové školství vzniklo v Plzni 19. října 1885 založením České státní průmyslové školy. Stalo se tak slavnostně za přítomnosti purkmistra Pecháčka a dalších soudobých osobností veřejného života. Česká škola se postupně rozrůstala, a tak bylo třeba hledat nové prostory. Původní učebny v nárožním domě v ulici V Šipce čp. 13 ani budova v Tylově ulici čp. 15, kam se škola ve šk. roce 1893/94 přestěhovala, nestačily pro zvyšující se počet tříd.
V roce 1901 město poskytlo bezplatně pro stavbu průmyslové školy místo na Chodském náměstí. Roku 1903 došlo na popud města k vyhlášení architektonické soutěže na novou reprezentativní budovu. Sešlo se celkem 37 návrhů, 5 z nich postoupilo k užšímu posouzení. Těchto 5 návrhů bylo uveřejněno v časopise Architektonický obzor. Vyhrál novoklasicistní návrh pražského a plzeňského architekta Ladislava Skřivánka, jenž na škole v letech 1900-1902 působil jako asistent. Skřivánek ve výběrovém řízení na budovu průmyslové školy porazil i jiné z kolegů profesorů - Viktorina Šulce a Jana Šulu). Třetí místo ve výběrovém řízení získali stavitelé Kavalírové z Roudnice, druhé místo obsadil architekt Křivánek z Prahy.
Ladislavu Skřivánkovi se pro architektonický návrh povedlo dobře využít nezvyklý lichoběžníkový tvar parcely na náměstí (viz níže). Projekt byl předložen v roce 1913, 6. 11. 1915 byla stavba ofertou zadána a stavět se začalo 22. 2. 1915 pod vedením plzeňské stavební firmy Müller a Kapsa, ve spolupráci se stavitelem J. Kovaříkem.

### Nová budova průmyslové školy
Rakousko-Uhersko bylo ve válce, čímž se stavba zpomalila. Stavební dělníci byli přemístěni do Škodových závodů pro podpoření válečného úsilí a nedokončená stavba fungovala jako přístřešek pro vojáky i dělníky. Mezi roky 1917-1918 nedostavěná budova sloužila pro ubytování srbských válečných zajatců. Teprve roku 1918 se začalo znovu stavět, ale z finančních důvodů došlo k dalšímu zdržení.
Budova průmyslové školy byla dokončena v roce 1920, 19. září toho roku se v ní začalo učit.

## Budova školy

### Poloha
Škola se nachází v Plzni ve čtvrti Jižní předměstí na Chodském náměstí a tvoří zde dominantu spolu s kostelem sv. Jana Nepomuckého a budovou Fakulty pedagogické ZČU. Lemují ji ulice Edvarda Beneše, Soukenická a Kozinova. Na Klatovské třídě se v těsném sledu za sebou nacházejí tři náměstí - náměstí T. G. Masaryka, Chodské a náměstí Míru. Na všech třech se nalézají školy postavené zhruba ve stejné době (Střední průmyslová škola strojnická na nám. Míru a Obchodní akademie na nám. T. G. Masaryka).

Od roku 2016 je budova SPŠ stavební nemovitou kulturní památkou.

### Exteriér

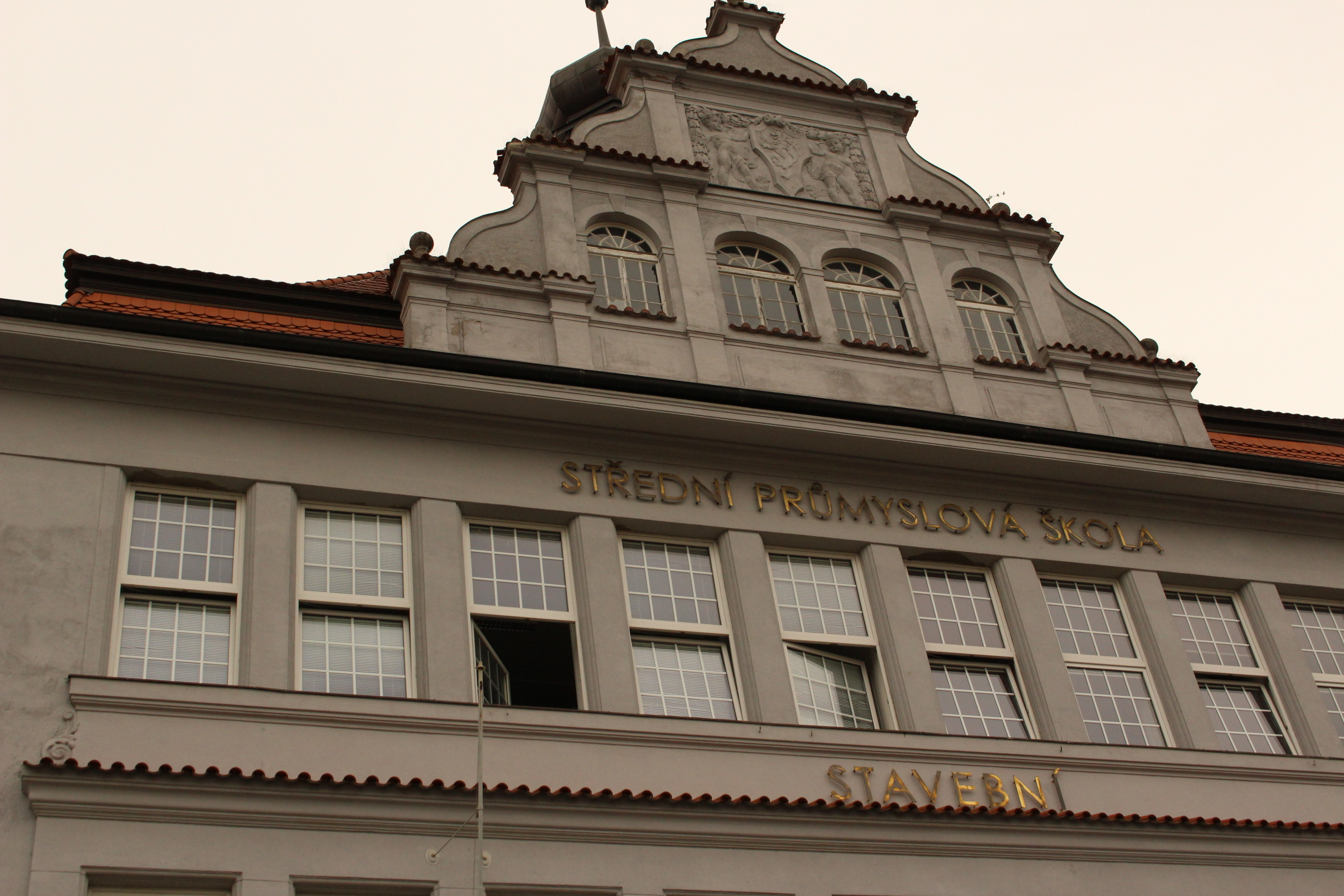
Detail nápisu na čele školy a novorenesančního štítu

Ladislav Skřivánek navrhl budovu v novoklasicistním stylu s některými novoresančními prvky (např. stupňovitý štít) a se svým charakteristickým příklonem k moderně. Budova je osově souměrná ve tvaru kónického písmene U kopírujícího tvar pozemku, má tři nadzemní podlaží a suterén. Stavba je tvořena z hlavní části (rizalitu) a dvou křídel (severní a jižní), mírně předstupujících průčelí s dvojicí půlválcových arkýřů. Dále je součástí budovy sestava tělocvičen a dvorek. Hlavní část budovy má tvar čtverce se zaoblením na rubové straně. Tělocvičny jsou mezi sebou propojeny a mají dva přístupy. Buď z hlavní části budovy, nebo prvního nadzemního podlaží severního křídla.

#### Rizality
Hlavní rizalit je ukončen štítem s čtyřmi zaoblenými okny, nad kterými se nachází reliéf s andílky držícími český znak. Pod střechou v úrovni třetího nadzemního podlaží jsou vyskládaná písmena s názvem školy. Třetí a druhé nadzemní podlaží mají po deseti oknech, v druhém nadzemním podlaží má každé okno římsu. Vstup do školy tvoří pět arkád a pětistupňové předložené schodiště.
U rohových rizalitů směrem k hlavnímu se nacházejí arkýře začínající nad prvním nadzemním podlažím jsou ukončené cibulovou střechou. Pod nimi výjimečně bylo vytažené kyklopské zdivo až do druhého nadzemního podlaží. V úrovní třetího nadzemního podlaží jsou na lícní straně levé a pravé nárožní části reliéfy Otakara Waltera st., datované 1919, připomínající dobu, kdy budova školy hostila jak stavební, tak strojírenský obor (strojní průmyslová škola se stěhovala do nové budovy roku 1922). Směrem na přiléhající uličky jsou vyvedena okna ležící v mělké vpadině, které mezi prvním a druhým nadzemním podlažím jsou profilovaně propojená.

#### Fasády

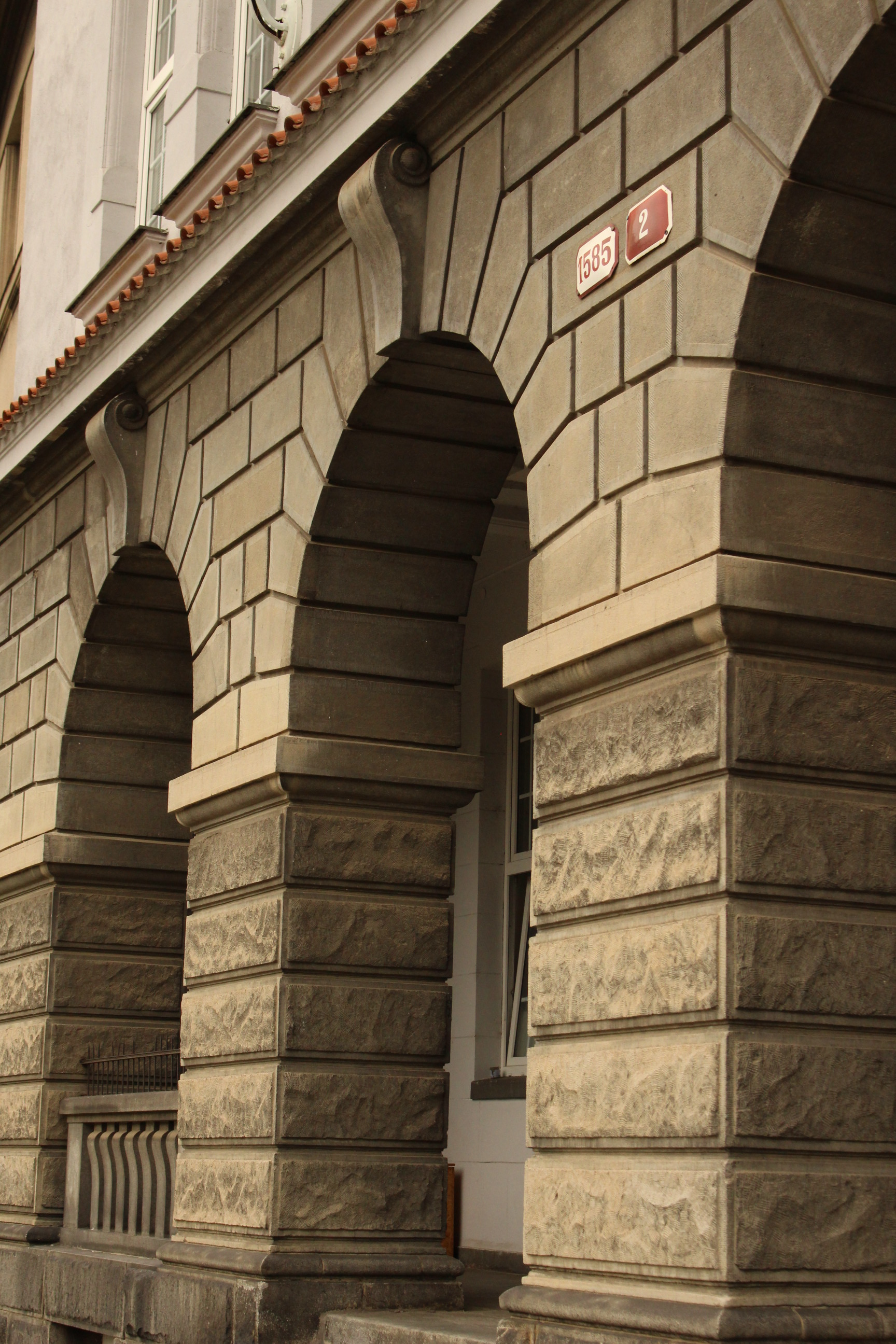
Detail hlavního vstupu do školy

Fasády jsou členěné římsami, odvodňovacími systémy, soklem s kyklopským zdivem, klasicizujícími reliéfy, arkýři a rizality. Pod střechou najdeme měděný žlab a hlavní římsu. V úrovní oken třetího nadzemního podlaží se nachází souvislá parapetní římsa. Kolem budovy jsou anglické dvorky, z nichž až do prvního nadzemního podlaží je vytažené kyklopské zdivo. Budova není zateplená a na vnější povrch byla použitá břizolitová omítka.
Fasády mezi hlavním a rohovými rizality a také mezi křídlovými rizality mají samostatné parapetní římsy u každého okna prvního a druhého nadzemního podlaží. Uprostřed fasády mezi křídlovými rizality se nachází kordonová římsa spojující čtyři okna, pod okny druhého nadzemního podlaží objevíme reliéfy s podkovami.

#### Dvůr
Ve dvoře školy se nachází výtah pro bezbariérový vstup do budovy, dále také parkoviště. Historicky se zde nacházel park Na školní zahradě měla stát fontána s postavou dívky od sochaře Emanuela Halmana. V 60. letech však byla vybudována tělocvična (viz níže).

#### Střecha
Větší část střechy školy je sestava z propojených mansardových (hlavní část a rohy křídel) a sedlových střech v kombinaci s volskými oky. Zastřešení tělocvičen je řešeno valbovou (malá tělocvična) a plochou střechou tvořenou ocelovými příhradovými vazníky (velká tělocvična). Nad hlavní částí budovy se nachází polygonální věžička (lucerna) s cibulovým ukončením. Stejné ukončení najdeme i nad oběma arkýři. Na střešní krytinu jsou použity střešní tašky bobrovky a asfaltové pásy.

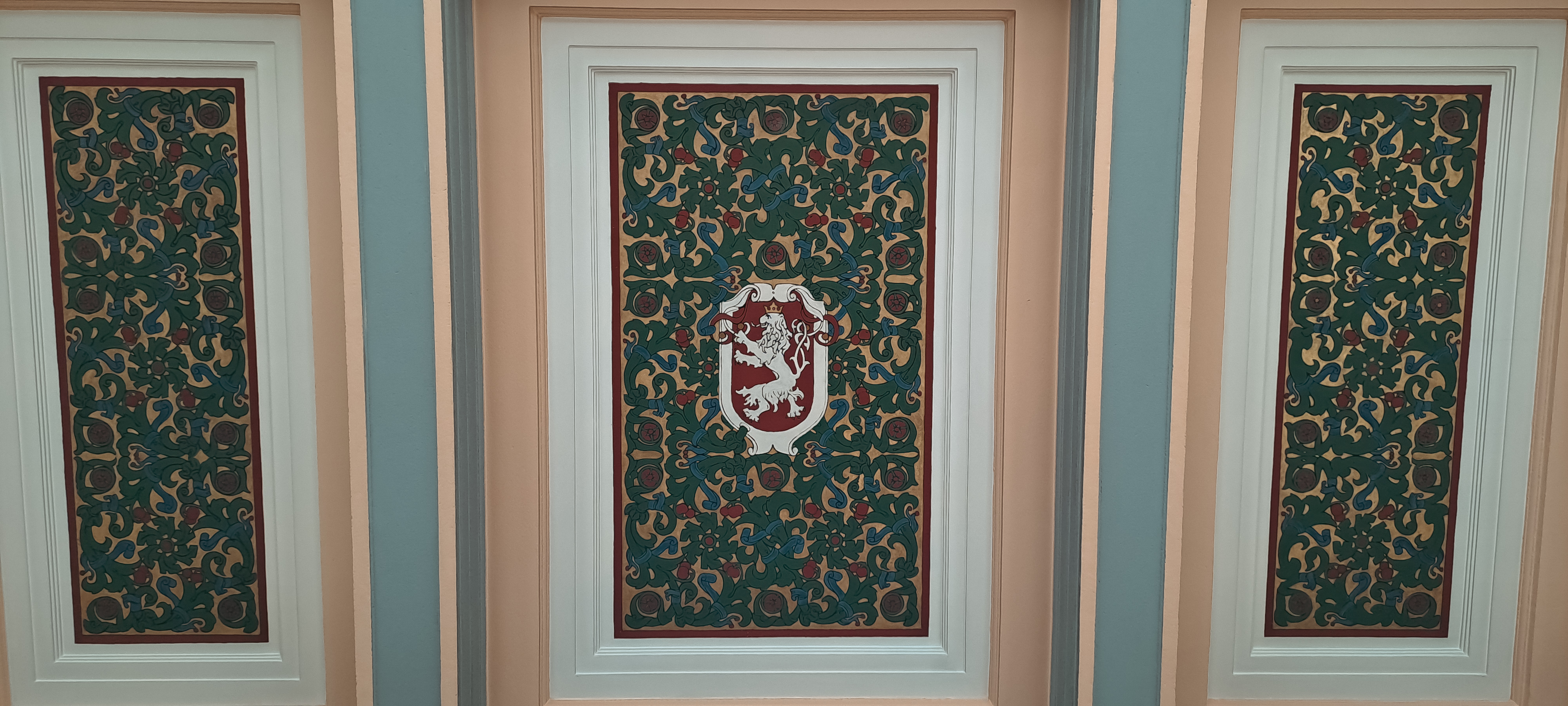
Stropní výmalba s motivem českého lva ve třetím nadzemním podlaží

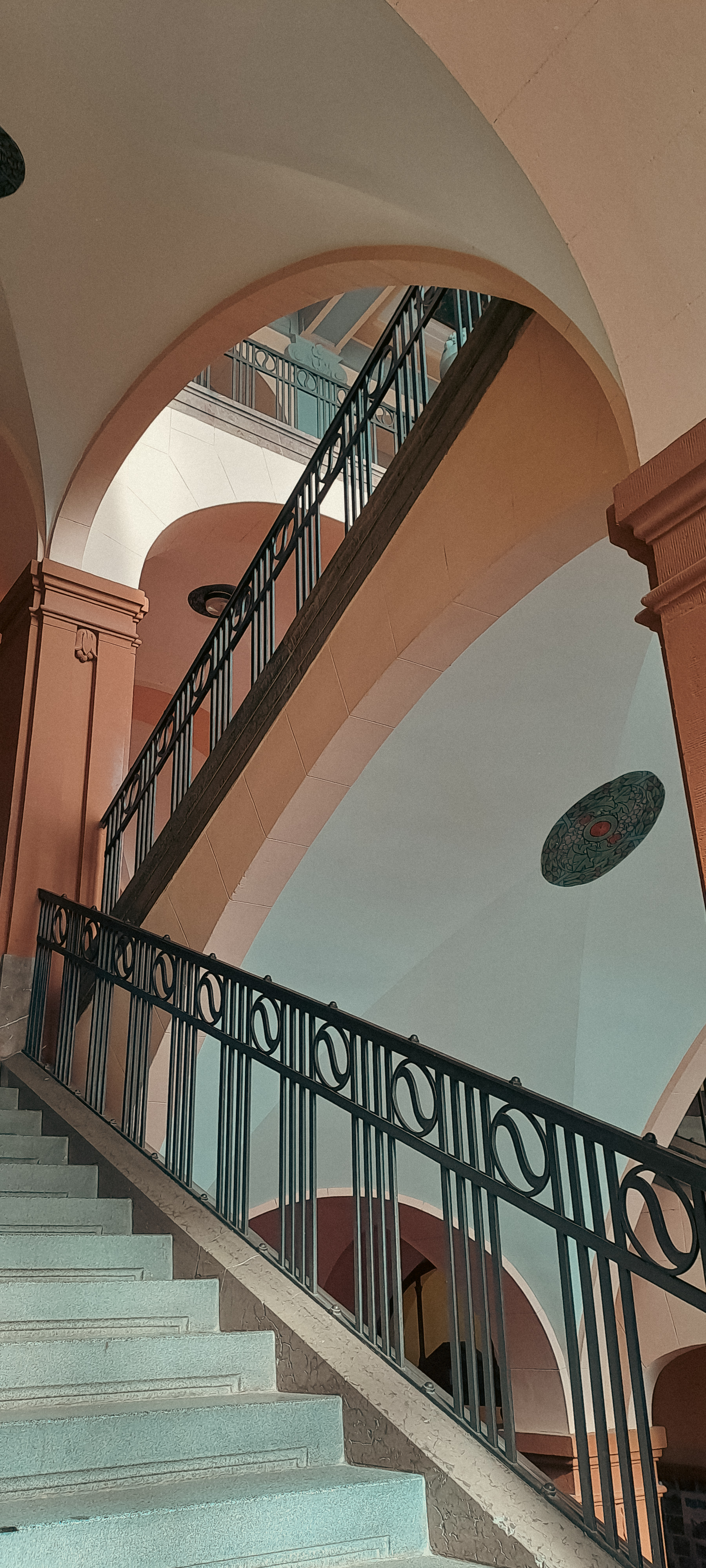
Detail schodiště do mezipatra

### Interiér
Dispozice budovy je navržena systematicky. Kreslírny a dílny byly umístěny v postranních křídlech budovy a společenské místnosti byly situovány uprostřed budovy s průčelím na Chodské náměstí.

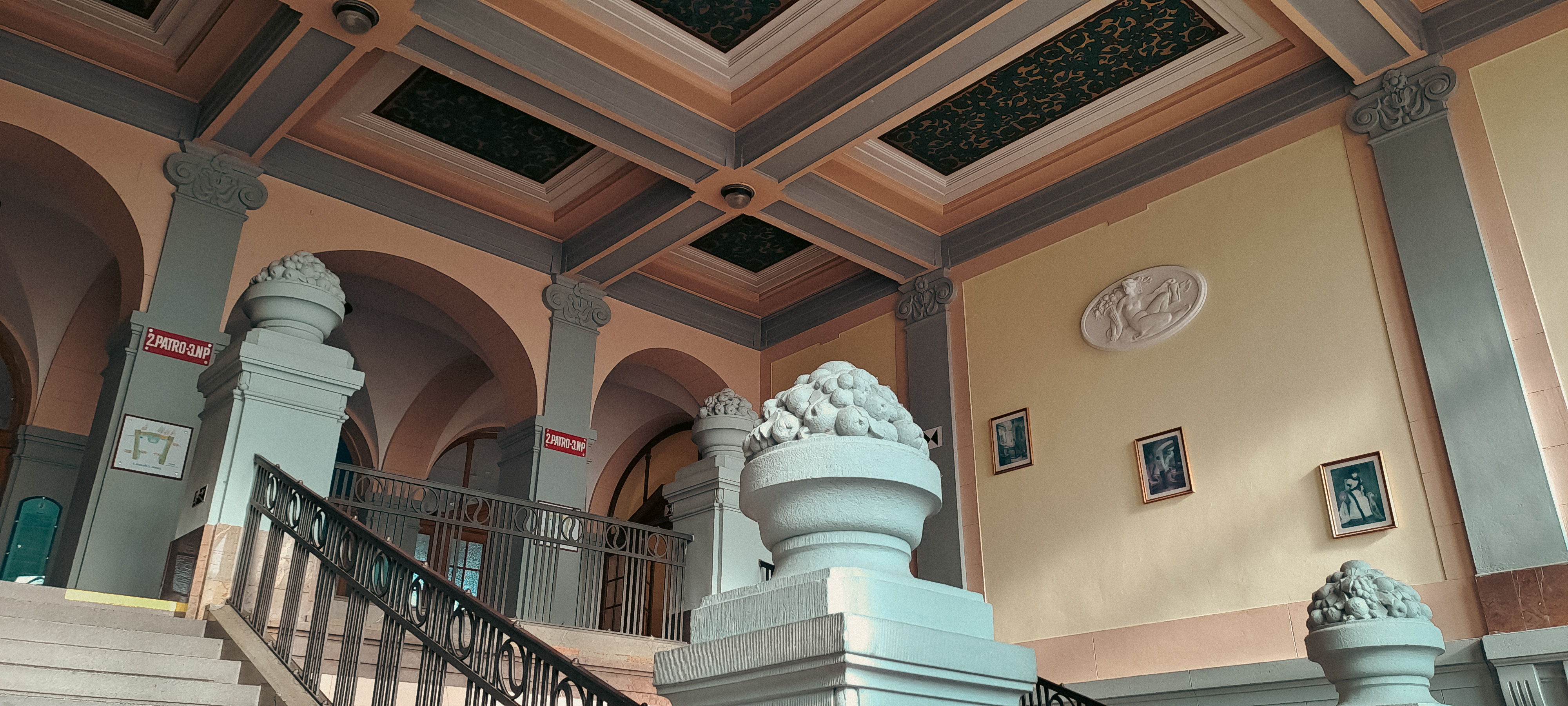
Schodiště do 3. nadzemního podlaží

Výzdoba interiéru se zejména promítla na tříramenném schodišti uprostřed budovy, vybaveném jednoduchým ocelovým zábradlím. Schodiště dodnes zdobí sloupky, tabulková okna a sádrové plastiky. Na stropě ve 3. nadzemním podlaží se vyjímá výmalba stropu s českým lvem. Již v jednodušším stylu je vyzdobena hlavní sborovna a ředitelna podle Oldřicha Starého.
V celé školní budově je sjednocena dlažba, obklady a také dekorativní výmalba, která byla přemalována na přelomu šedesátých let, kdy byla provedena celková rekonstrukce budovy.

### Pozdější stavební úpravy
Vnější vzhled budovy zůstal prakticky nezměněn, ale různé výraznější stavební úpravy se odehrály v nitru školy a také ve dvoře. V roce 1953 došlo k adaptaci části přízemního podlaží na školní jídelnu s kuchyní. V roce 1963 byla zkolaudována nová tělocvična vestavěná ve dvoře, navazující na původní tělocvičnu. V té doby se jednalo o jednu z největších tělocvičen v Plzni. V době druhé světové války byla na severovýchodní části školního pozemku vybudována požární nádrž, sloužící také jako plavecký bazén. Když přestala nádrž vyhovovat technickým i hygienickým podmínkám, došlo na navržení stavby krytého bazénu. Projekt navrhli inženýři Rypl, Hrubý, Janoušek, Thoř a Mynář, profesoři školy. Bazén byl dokončen v roce 1972 za přispění žáků školy, kteří na stavbě absolvovali praktickou část svojí výuky.

## Významní profesoři a absolventi

### Profesoři
- Alois Jan Čenský - autor Slovanské besedy
- Rudolf Černý - autor domu Aeskulap a bývalého kina Elektra v Plzni
- Jan Fousek
- Bohumír Fridrich - architekt přístavby strojní průmyslové školy v Plzni[16]
- Bohumil Chvojka - projektoval polikliniku na Denisově nábřeží v Plzni, Studentský dům, kostel Mistra Jana Husa v Plzni
- Jaroslav Krš
- František Ledvina
- Karel Lhota - vyučoval na škole od r. 1925; jeho otec zde ještě před válkou dělal ředitele[17]
- Václav Neckář - architekt Městských lázní v Plzni
- Jaroslav Mašek
- Oldřich Starý - působil na škole 1912-1919
- Bohuslav Strébl - architekt budovy pivovaru Světovar
- Jan Šula
- Ladislav Skřivánek - autor vítězného návrhu na stavební průmyslovou školu
- Viktorin Šulc
- Václav Šustr
- Ladislav Švábek - podílel se mj. na stavbě zimního stadionu v Plzni
- Vladimír Weingärtner - učil na škole mezi lety 1921–1943

### Absolventi
- Jaromír Barborka - mezi lety 1965-1969 architekt rekonstrukce a dostavby areálu plzeňského výstaviště
- František Beneš - navrhl některé nové budovy v areálu Fakultní nemocnice Plzeň-Bory[18]
- Kamil Hilbert
- František Krásný
- Václav Kubeš - architekt Hotelu Škoda v Plzni
- Milan Lukeš - v letech 1955-1956 byl členem skupiny Ing. Hausnera s úkolem vypracovat revizi územního plánu Plzně; vedoucí projektant sídliště Slovany[19]
- František Xaver Margold - malíř, svoji práci spojoval s architekturou, podílel se na rekonstrukci kostelů
- Josef Mašek
- Jaroslav Müller - podílel se na stavbě sídliště Slovany za použití metody tzv. plzeňského bytového proudu
- František Sammer - někdejší spolupracovník Le Corbusiera, projektant přírodního amfiteátru Lochotín a sídliště Slovany.
- Stanislav Suda - spolu s Fr. Sammerem autor lochotínského amfiteátru
- Miloslav Sýkora - architekt sídliště Lochotín, Bolevec, Vinice (s K. Salátem a V. Kučerou), Centra Doubravka
- Zbyněk Tichý - projektant obchodního domu Prior v Plzni na Americké třídě